# Manu Thiele

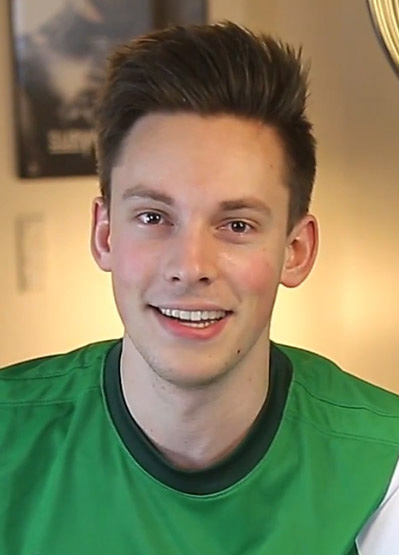
Manu Thiele (2016)

Manuel „Manu“ Thiele (* 2. November 1992 in München) ist ein deutsch-österreichischer Sportjournalist, Sportkommentator und Webvideo-Produzent. Er kommentiert bei ProSieben Maxx regelmäßig WWE SmackDown und moderierte für die Social-Media-Präsenz des Sportstudios die Sendung „Bolzplatz“.

## Leben

### Ausbildung
Thiele wuchs als Sohn eines deutschen Vaters und einer österreichischen Mutter auf. Er erwarb auf der FOS Wasserburg sein Fachabitur mit dem Schwerpunkt Wirtschaft. Kurz zuvor hatte er eine Ausbildung zum Bankkaufmann begonnen, die er abbrach. Ab 2014 begann er beim BLR sein Volontariat zum Hörfunkredakteur.

### Karriere als Journalist
Thiele betätigt sich als Wrestlingkommentator. Von 2015 bis 2017 war er einer der beiden Moderatoren der wöchentlichen Shows WWE Raw bei Tele 5 und seit 2017 von WWE Smackdown bei ProSieben Maxx.
Sein 2015 gestarteter YouTube-Kanal „Manu Thiele“ mit Spielanalysen und Hintergründe zum Fußball weist 251.000 Abonnenten auf. Vom 15. Juni 2018 bis zum 31. Juli 2022 wurde dieser YouTube-Kanal von Funk mitproduziert, anschließend bis zum 31. Juli 2023 vom Sportstudio des ZDF.
Seit 2021 ist Thiele Teil des Social-Media-Teams des Sportstudios. Er unterhielt dort seine wöchentliche Fernsehshow „Bolzplatz by Manu Thiele“. Von 2023 bis 2024 moderierte Thiele „Bolzplatz“ im Wechsel mit Lili Engels.

### Trivia
Thiele ist Fan des FC Bayern München und des SK Sturm Graz; sein Vater ist Anhänger des Stadtrivalen TSV 1860 München.
Thiele ist Sammler von Fußballtrikots, die zudem die Funktion seiner Videos unterstützen sollen, indem er in ihnen stets ein solches trägt, das zum jeweiligen Thema passt.
Laut eigener Aussage besitzt er 361 Exemplare.